# جون إدواردز (سائق سيارة سباق)
جون إدواردز (بالإنجليزية: John Edwards)‏ هو سائق سيارة سباق أمريكي، ولد في 11 مارس 1991 في لويفيل في الولايات المتحدة.

## وصلات خارجية
- الموقع الرسمي
- جون إدواردز على موقع Racing-Reference.info (الإنجليزية)
- جون إدواردز على موقع DriverDB.com (الإنجليزية)